# Viga de gloria

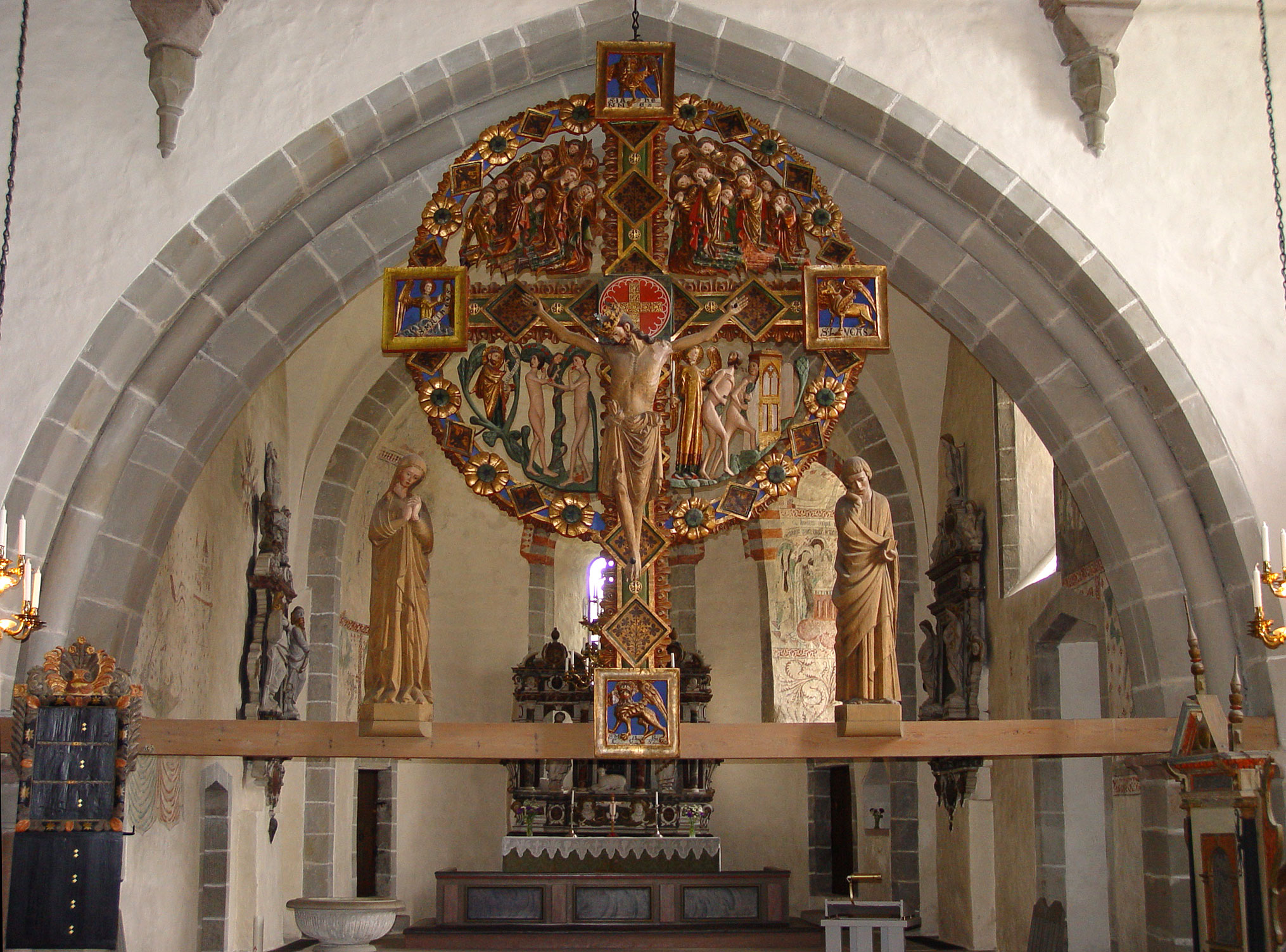
Viga de gloria con cruz triunfal en la iglesia de Öja en Gotland (Suecia). Finales del.

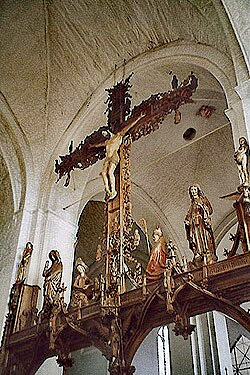
Viga de gloria con cruz triunfal de la catedral de Lübeck. Taller de Bernt Notke, 1477, de 17 m de altura.

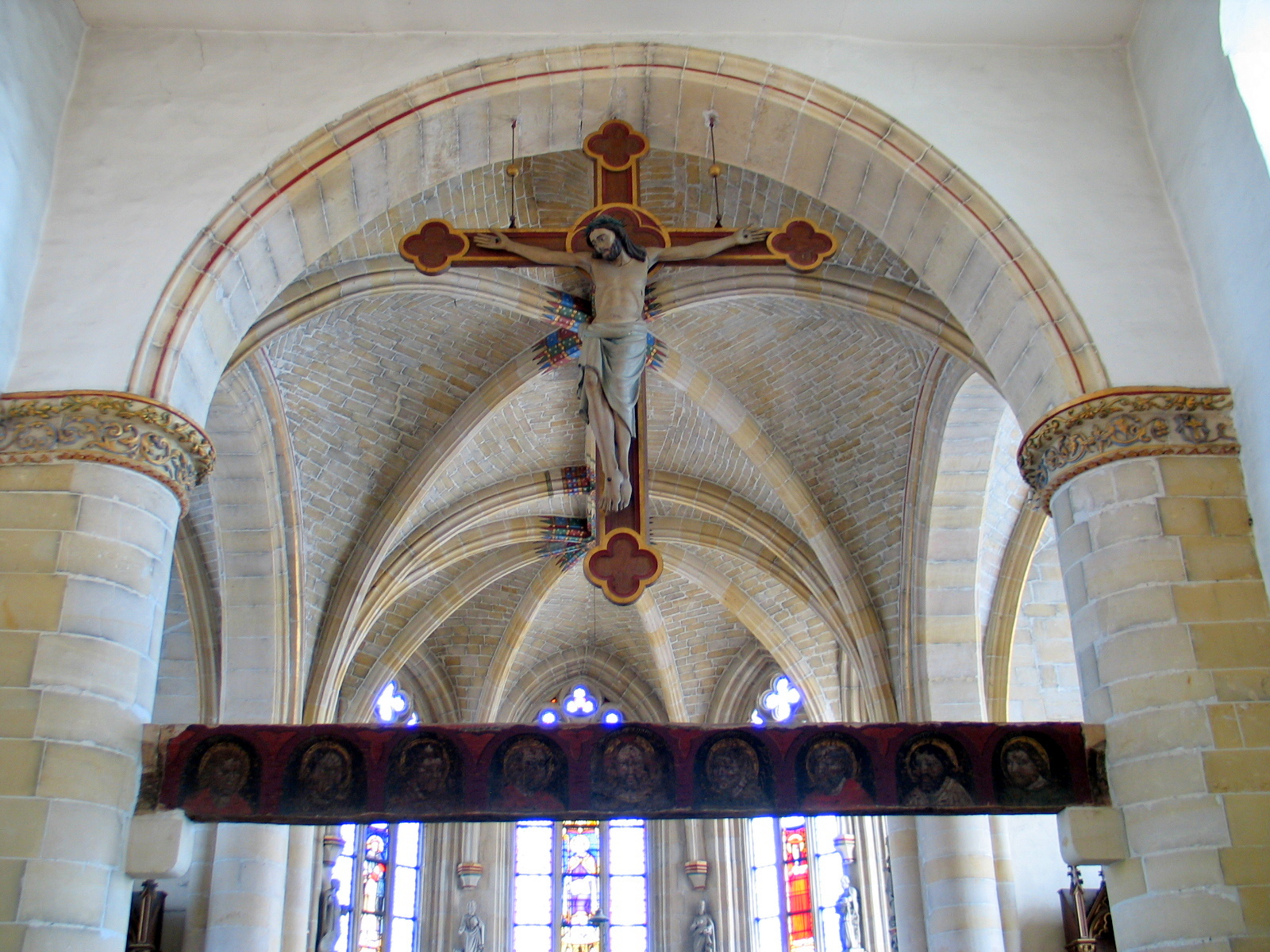
Viga de gloria en la iglesia de San Martín en Berg, Tongeren (Bélgica).

Una viga de gloria (del latín eclesiástico trabes doxalis, "viga de cabecera") es una viga pintada, esculpida o dorada que se coloca transversalmente entre los pilares de un arco triunfal (arco de mampostería que separa la nave y el coro de una iglesia), en la entrada del transepto o al borde del ábside.

## Descripción
La viga de gloria se llamaba así porque lleva un gran crucifijo en el centro, con o sin estatuas u ornamentos relacionados con la Crucifixión (habitualmente acompañado por María y San Juan, instrumentos de la Pasión). El crucifijo era lo suficientemente grande para que fuese visible desde toda la iglesia. A veces, los extremos de la cruz llevaban flores de lis o medallones con los símbolos de los cuatro evangelistas. El travesaño puede tener diversas formas y ornamentaciones, desde una simple viga recta, o con curvas y contracurvas como en la época barroca. Encima pueden colocarse relicarios u objetos sagrados diversos, como pequeños santuarios o bolsas de reliquias. 
Aunque eran generalmente de madera, alguna menos, de cobre o bronce y hasta alguna excepcional, como una de oro que fue donada a la Basílica de San Pedro de Roma por el papa Pablo III.
Este conjunto también podía estar revestido con vigas a las que se sujetaban luces (candeleros, portavelas).
Durante la Semana Santa, el velo funerario que ocultaba el altar y el santuario se colgaba de ella.

## Historia
La viga de gloria es en parte el origen del coro alto. El uso de travesaños es anterior al de los coros altos y data de los primeros tiempos del cristianismo. Cuando alcanzó una gran extensión, a partir del siglo XII, se hizo descansar sobre pilares o columnas, lo que pasó a constituir una clara separación entre la nave reservada a los fieles y el coro donde oficiaban los sacerdotes.
Después del concilio de Trento, y sobre todo a partir del siglo XIX, se eliminaron gradualmente los coros altos. Por ello, a menudo sólo se conservan en las iglesias pequeñas. En Tréméven, cerca de Quimperlé (Francia), la viga de madera fue sustituida en el siglo XIX por una estructura de hierro fundido sobre la que se volvieron a colocar las esculturas de madera.

## Ubicación
En Francia, se puede poner de ejemplo la existente en Lampaul-Guimiliau (departamento de Finisterre) del siglo XVI o la de la iglesia de la Invención de la Santa Cruz de Kaysersberg, que presenta un Cristo en la cruz de 4,10 m de altura. Ambas representan al Cristo triunfante. También en la iglesia de Notre-Dame d'Épiais-Rhus (distrito de Pontoise).
En Suecia y Alemania se encuentran “cruces triunfales” de grandes dimensiones (de:Triumphkreuz). La de la colegiata de San Candido (Innichen) presenta un crucifijo de madera policromada de impresionantes dimensiones (250 × 198 cm).

### Galería de vigas de gloria
|                                                |
| Iglesia de Jobourg, siglo XI Mancha (Francia). |

|                                                      |
| Iglesia de Saint-Haon-le-Châtel, siglo XII, (Loire). |

|                                                              |
| Iglesia de Omonville-la-Petite, siglo XIV, Mancha (Francia). |

|                                                                |
| Iglesia de Santiago de Perros-Guirec, siglo XV, Côtes-d'Armor. |

|                                                                    |
| Iglesia de la Invención de la Santa Cruz de Kaysersberg, siglo XV. |

|                                                                 |
| Iglesia de Notre-Dame, siglo XVI Lampaul-Guimiliau (Finistère). |

| |
| La Creación del Mundo Iglesia de la Assomption-de-la-Vierge de Montarcher (distrito de Montbrison) siglo XVI. |

|                                                           |
| Iglesia de Saint-Laurent de Éclaron XVIII, (Haute-Loire). |

|                                           |
| Iglesia de Brøns (Dinamarca), hacia 1500. |